# 反向激动剂
反向激动剂（英語：inverse agonist）在药理学中是指和激动剂结合在相同的受体上，但引起相反的药理反应的物质。根据定义，反向激动剂的效能为负。
能受反向激动剂作用的受体在没有结合任何配体必须有内在的基础活性。激动剂能增加其活性，而反向激动剂能降低其活性。沉默拮抗剂本身没有任何活性，但能阻止激动剂和反向激动剂的活性。

## 例子
γ-氨基丁酸A型受体是有基础活性的受体，该受体的激动剂苯二氮平类药物有镇静作用，而它的反激动剂会引起焦虑（如Ro15-4513）甚至惊厥（如β-咔啉）。
人体中有两种已知的内源性反向激动剂AgRP和ASIP。它们分别结合在黑皮质素受体4和黑皮质素受体1上。其亲和性为纳摩尔量级。
阿片受体拮抗剂纳洛酮和纳曲酮也是μ阿片受体的部分反向激动剂。